# Lijst van burgemeesters van Assen
Dit is een lijst van burgemeesters van de Nederlandse gemeente Assen in de provincie Drenthe.
Na het vertrek van de Fransen werd in 1812 de titel burgemeester heringevoerd (in de Franse tijd kende men de 'maire'). Vanaf 1816 kende Assen een college van drie burgemeesters. In 1824 werd bepaald dat het gemeentebestuur voortaan zou bestaan uit een burgemeester, twee wethouders en vijf gemeenteraadsleden.
| Ambtsperiode                        | Naam burgemeester                | Partij of stroming | Bijzonderheden                  |
| ----------------------------------- | -------------------------------- | ------------------ | ------------------------------- |
| 1809-1811                           | J.H.P. van Lier                  |                    | eerst maire                     |
| 1811-1812                           | J.W. Tabingh                     |                    |                                 |
| 1812                                | Mr. Isaäc Collard                |                    |                                 |
| 1812                                | Mr. S. Gratama                   |                    |                                 |
| 1812-1813                           | Mr. R. Perizonius Waller         |                    |                                 |
| 1813-1817                           | Mr. I. Collard                   |                    | in driemanschap                 |
| 1816                                | mr. Gustaaf Willem van der Feltz |                    |                                 |
| 1816-1822                           | Mr. Sibrand Gratama              |                    | in driemanschap                 |
| 1824-1830                           | Mr. Gerrit Kniphorst             |                    |                                 |
| 1831                                | Mr. Hendrik Jans Westra          |                    |                                 |
| 1831-1856                           | Hendrik Jan Oosting              |                    |                                 |
| 1856-1878                           | Warmold Albertinus van der Feltz | liberaal           |                                 |
| 1878-1920                           | Maurits Aernoud Diederik Jolles  |                    | was burgemeester van Winschoten |
| 1920-1941                           | Mr. Johan Bothenius Lohman       |                    |                                 |
| 15 maart 1941 - 1 juli 1942         | Mr. Hugo Willibrord Bloemers     | liberaal           |                                 |
| 1942-1945                           | Harm Boelems                     | NSB                |                                 |
| 1945-1949                           | Mr. Johan Bothenius Lohman       |                    |                                 |
| 1 nov 1949 - 1 april 1958           | Hugo Jozias de Dreu              | PvdA               |                                 |
| 1958-1968                           | Mr. Popke Pieter Agter           | PvdA               |                                 |
| 1968-1976                           | Gerrit Grolleman                 | PvdA               |                                 |
| 16 jan 1977 - 1 nov 1990            | Mr. Jan Masman                   | PvdA               |                                 |
| 1 dec 1990 - 31 mei 2007            | Dineke van As-Kleijwegt          | PvdA               |                                 |
| 2 juli 2007 - 1 juli 2013           | Sicko Heldoorn                   | PvdA               |                                 |
| 22 augustus 2013 - 15 december 2014 | Carry Abbenhues                  | PvdA               | waarnemend                      |
| 16 december 2014 - heden            | Marco Out                        | VVD / partijloos   |                                 |